# Colin Ebelthite
Colin Ebelthite (* 27. November 1984 in Adelaide) ist ein ehemaliger australischer Tennisspieler.

## Karriere
Ebelthite war vor allem als Doppelspezialist aktiv. So gewann er in seiner Karriere vier Titel auf der zweitklassigen Challenger Tour, alle mit unterschiedlichem Partner. In der Saison 2012 erreichte er seine beste Platzierung auf der World Tour beim Turnier in Sydney zusammen mit Marinko Matosevic, als die mit einer Wildcard gestarteten Australier das Halbfinale erreichten. Sie unterlagen Matthew Ebden und Jarkko Nieminen glatt in zwei Sätzen. Bei Grand-Slam-Turnieren zog Ebelthite bei den Australian Open 2011 mit Adam Feeney ins Achtelfinale ein. Im Einzel stand er lediglich 2009 dank einer Wildcard im Hauptfeld eines Grand Slams, ebenfalls bei den Australian Open. In der Auftaktrunde unterlag er Andreas Beck deutlich mit 5:7, 1:6, 0:6.

## Erfolge
| Legende (Anzahl der Siege)  |
| Grand Slam                  |
| ATP World Tour Finals       |
| ATP World Tour Masters 1000 |
| ATP World Tour 500          |
| ATP World Tour 250          |
| ATP Challenger Tour (4)     |

### Doppel

#### Turniersiege
| Nr. | Datum              | Turnier      | Belag     | Partner           | Finalgegner                        | Ergebnis          |
| --- | ------------------ | ------------ | --------- | ----------------- | ---------------------------------- | ----------------- |
| 1.  | 16. Mai 2008       | Neu-Delhi    | Hartplatz | Sam Groth         | Mohammad Ghareeb Illja Martschenko | 2:6, 7:65, [10:8] |
| 2.  | 10. Juli 2011      | Scheveningen | Sand      | Adam Feeney       | Rameez Junaid Sadik Kadir          | 6:4, 6:75, [10:7] |
| 3.  | 25. September 2011 | Trnava       | Sand      | Jaroslav Pospíšil | Aljaksandr Bury Andrej Wassileuski | 6:3, 6:4          |
| 4.  | 9. Juni 2013       | Fürth        | Sand      | Rameez Junaid     | Christian Harrison Michael Venus   | 6:4, 7:5          |